# 孔坦
孔坦（3世紀—？），字君平，會稽山陰人。東晉官員，西晉大司農孔侃之子。孔坦在晉官至侍中，在蘇峻之亂時出奔陶侃領導的討伐軍，並獻謀助戰。後因反對晉成帝與王導過於親近而被貶。

## 生平
孔坦年輕時已方嚴正直，有清高的名望，通明《春秋左氏傳》，亦能寫文章。晉元帝於建武元年（317年）稱晉王時，以孔坦任世子文學。元帝即位後，立太子，仍以孔坦為東宮官屬，任太子舍人，後轉尚書郎。當時臺郎履新時慣例都會行策試，元帝於是就策問孔坦：「吳興人徐馥當逆賊，殺害郡將，應該讓吳興郡舉孝廉嗎？」，孔坦說：「古代治四凶之罪也不牽連他人，鯀被治罪而兒子禹卻興起了。徐馥叛逆又怎可以阻礙一郡賢才。」元帝又問：「最大的罪惡就是奸臣賊子弒君，污染宮宅。這都會停止其故鄉四科選舉人才之事，現在你這樣說有何依據？」孔坦答：「魯國季平子驅逐魯昭公出國，難道又可以因而放棄孔子了！」此後，元帝下令重啟原本因戰亂而停止的秀才、孝廉的策試，若有不合格就免去舉薦該人的刺史、太守的官。可是，這卻令秀才和孝廉被舉後都不肯到京，太興三年（320年）元帝鑑於太多人託疾不到，只好打算讓孝廉到後即授官，只試秀才，孔坦就上奏認為臨時又改會示短於天下，建議申明之前的命令，並於各地修建學校，讓政策延遲五年實施，讓人們明白制度規則。元帝採納，最終將孝廉策試延遅七年，秀才仍舊要策試。
後典客令萬默統領下的胡人發生互相誣陷之事，朝廷懷疑萬默有所偏私，故要將其處死，惟孔坦不肯署名，因而遭到讉責，被逼棄官返回會稽。太寧二年（324年），本獲授領軍司馬，但未赴任就遇上王敦再度起兵攻向建康，孔坦遂隨虞潭於會稽起兵討伐王敦黨羽沈充，任其長史。王敦之亂平息後，孔坦上任領軍司馬，後王導請孔坦為揚州別駕。
晉成帝即位後，孔坦轉任尚書左丞，尚書臺中人都敬畏他。不久，蘇峻之亂爆發，歷陽內史蘇峻出兵攻向建康，孔坦和司徒司馬陶回當時就對王導表示應當先出兵斷阜陵縣界，守當利等江西諸口，以求一戰決勝。即使蘇峻未到，亦可主動進襲其城池，不要讓蘇峻先佔據那些地方。王導當時亦同意，然而庾亮認為蘇峻是想襲虛直襲建康，故沒有聽從，最後蘇峻攻下姑孰，奪取在當地的鹽米，庾亮才後悔。面對蘇峻即將兵臨城下，孔坦對人說：「看蘇峻的勢頭，肯定可以攻破臺城了，若不是戰士，不用穿戎裝。」城陷之日，身穿戎服的大多都被殺，其他人卻無恙，當時人都稱他有先見之明。及後，蘇峻挾成帝至石頭城，孔坦出奔討伐軍盟主陶侃，獲其任用為長史。當時陶侃軍夜築白石壘，到天光就成，當時人們都怕蘇峻軍來攻，孔坦卻以蘇峻攻壘需要配合強東北風以限制援軍支援，料定蘇峻不會來。最終蘇峻果然沒來。當時駐京口的郗鑒率兵到茄子浦與陶侃軍會合，而其時東線虞潭、王舒等與蘇峻軍的戰事不利，孔坦進言認為郗鑒到來令蘇峻東面無憂，力勸陶侃讓郗鑒還鎮京口。當時陶侃等人尚有猶豫，但孔坦卻很急切，最終郗鑒還是返回京口，並修了大業、曲阿、庱亭三壘拒守，成功分散蘇峻軍軍力。
蘇峻之亂於咸和四年（429年）被平定，孔坦將獲授吳郡太守。不過，孔坦自以年少，不適合到有大量賢士豪傑聚集的吳郡當太守，如此庾亮及王導都屬意孔坦任丹揚尹。不過由於當時丹楊郡經歷過兩年戰亂，民間一片衰敗困苦，孔坦又再推辭，但眼見王導等遲遲不允，就感慨地說：「昔日肅祖臨終時，諸君都在御床旁邊接受遣詔。孔坦關係疏遠，地位低下，不在顧命之列。現在有艱難了，就先想到用微臣了。現在我就是砧板上的肉，任人宰割了！」說罷就拂袖而去。最終王導等人都放棄，改其為吳興內史，封晉陵男，加建威將軍。在吳興郡時，孔坦以自家米糧賑濟饑荒中的郡民，故得當地人信靠；但當時孔坦受命招募江淮流人當士兵，其中有因戰亂逃到東邊的殿中兵應募，孔坦不知他的來歷就當他是普通流人，最終因有人向朝廷說他私藏臺城逃兵而被免官。不久又拜侍中。
成帝年紀漸長，亦常常到王導府中，甚至對王導妻曹淑行拜禮，就像家人一樣，孔坦因而多次懇切進諫。後成帝將大婚，日子也定了，但就遇上王彬去世，當時有議論認為應該改婚期遷避王彬喪，但孔坦就以婚禮重要，不能因大臣去世而改動為由反對，最終也沒有改期。成帝成年後，朝政仍然交由王導主理，孔坦就更以擔憂國事，曾勸成帝多聽其他朝臣的意見，這樣就得罪了王導，被貶為廷尉。孔坦被貶官很不高興，遂因病離職。孔坦病重臨終前庾亮弟庾冰曾去採望他，並哭了出來，孔坦就說：「大丈夫臨終時不問他安定國家的方法，反當作是兒女送別那樣哭喪麼？」庾冰就向其道歉。孔坦又在死前寫信給庾亮，信中慨嘆自己尚未助回報朝廷恩典，助晉室重奪故土就去世了，又稱許庾亮作為尊貴的帝舅而居荊江豫三州重地，名震天下，天下賢才都看著他，暗示庾亮要以其身分地位完成自己未遂的願景。
孔坦死時五十一歲，朝廷追贈光祿勳，賜諡簡。

## 逸事
- 梁國一家姓楊的人有一個九歲卻十分聰慧的的兒子，孔坦去探望楊父但楊父不在，於是叫這孩子出來，孔坦看到果盤中有楊梅，於是指著它對孩子說：「這是你家的果子。」孩子立即就答：「未聽過孔雀是夫子你家的禽鳥。」[6]
- 孔坦一次送皮毛大衣給堂弟孔沈，孔沈卻推辭不肯接受，孔坦就說：「晏平仲這麼儉的人，祭祀先人用的豬，小得豬腿張開也連器皿都蓋不住，但他還穿狐皮大衣數十年，你又還推辭甚麼呢！」孔沈於是接受了。[6]

## 子女
- 孔混，嗣爵。